# Querol
Querol ist eine katalanische Gemeinde in der Provinz Tarragona im Nordosten Spaniens. Sie liegt in der Comarca Alt Camp.